# Harvard Business School

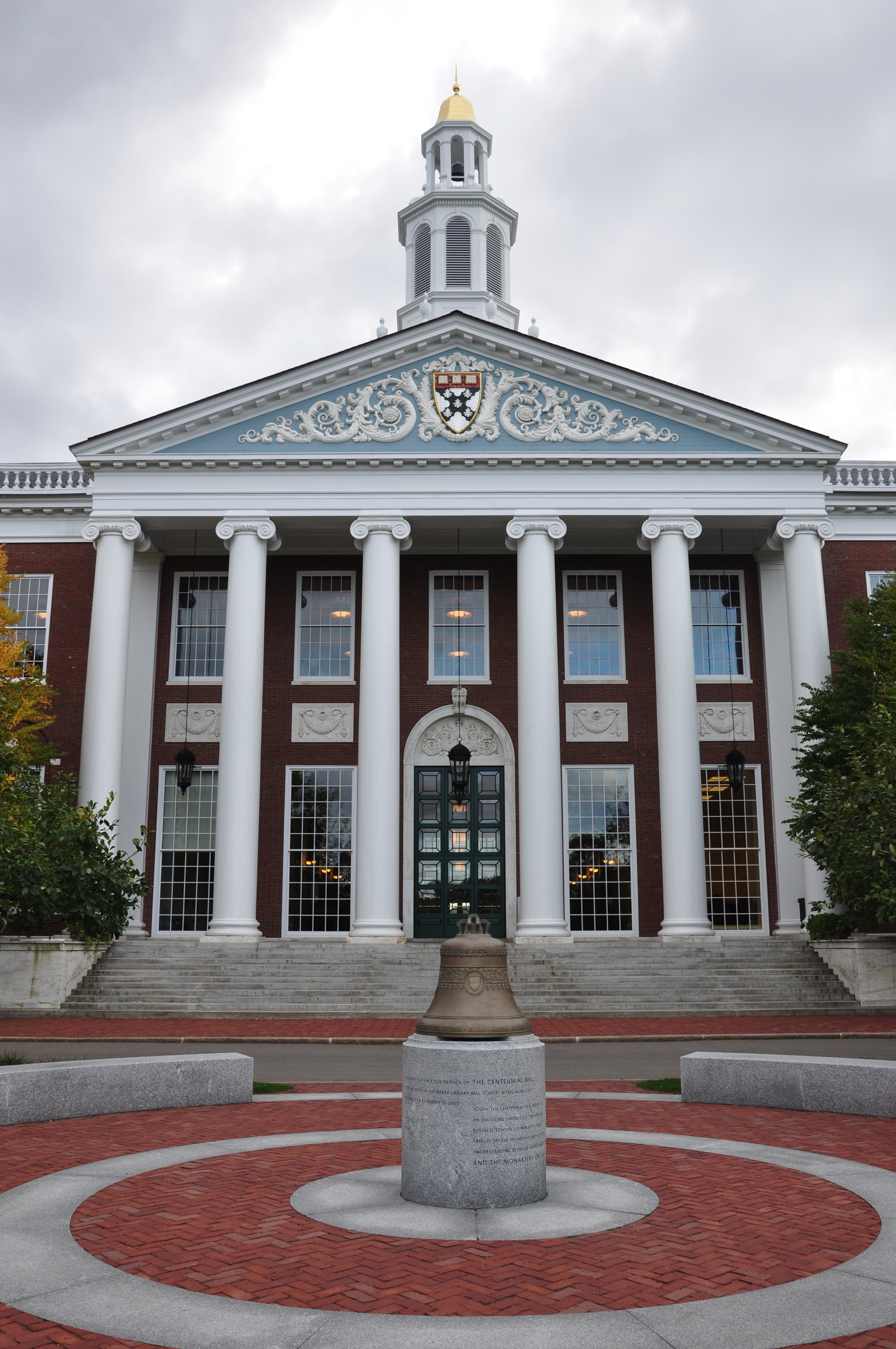
Baker Library, Harvard Business School

Die Harvard Business School, die offiziell den Namen Harvard University Graduate School of Business Administration: George F. Baker Foundation trägt und auch unter der Abkürzung HBS bekannt ist, ist eine der Graduate Schools an der US-amerikanischen Harvard University in Cambridge (Massachusetts).
Sie gilt als die angesehenste Business School der Welt und wird von Bloomberg Businessweek, Financial Times und Business Insider auf Platz eins gerankt.

## Geschichte
Am 1. Oktober 1908 nahm die Fakultät unter dem Dekan Edwin F. Gay mit 15 Dozenten und 80 Studenten den Betrieb auf. Der erste Standort war Cambridge, Massachusetts. Im Jahr 1927 zog die Fakultät auf die andere Seite des Charles River zu ihrem derzeitigen Standort in Allston, einem Stadtteil von Boston. Weibliche Studenten wurden erstmals mit dem Jahrgang von 1965 zum regulären MBA-Programm zugelassen. Derzeit gibt es etwa 65.000 lebende Alumni der Harvard Business School.

## Lehrangebot
Angeboten werden ein Vollzeit-MBA-Programm von zwei Jahren Dauer, ein Promotionsstudium in verschiedenen Vertiefungsrichtungen (mit den Abschlüssen DBA oder PhD) und verschiedene Programme zur Weiterbildung von Führungskräften. Derzeit werden pro Jahrgang etwa 930 bis 940 Studierende in das MBA-Programm aufgenommen, welche in zehn Gruppen (benannt von A bis J) aufgeteilt werden. Jede dieser Gruppen durchläuft die Lehrveranstaltungen des ersten Jahres zusammen, was ermöglichen soll, innerhalb dieser Gruppe enge soziale Kontakte zu knüpfen. Etwa 99,5 Prozent eines Jahrgangs schließen das MBA-Programm erfolgreich ab. Die Lehrveranstaltungen werden nahezu ausschließlich in Form von Fallstudien durchgeführt, welche die Studierenden vorbereiten und in den Lehrveranstaltungen diskutieren.

## Rankings
Seit 2005 weigert sich die Harvard Business School aktiv am Ranking von Business Schools teilzunehmen. Dennoch belegt die Hochschule regelmäßig die Spitzenplätze in internationalen MBA-Rankings. Zuletzt wurde sie z. B. 2016 auf Platz 2 des globalen MBA Rankings der Financial Times geführt.
Im Eduniversal Business School Ranking, das auf der Befragung von Dekanen weltweit führender Hochschulen basiert, wird die Harvard Business School 2022 auf Platz 1 der US-amerikanischen Business Schools gelistet, weltweit wird nur die London School of Economics besser eingestuft.
Im Webometrics Ranking Web of Business Schools erreichte die Harvard Business School 2013 den dritten Platz weltweit, wobei die Wharton School auf Platz 1 und die Copenhagen Business School auf Platz 2 eingeordnet wurden.
Im Jahr 2000 schrieb The New York Times, gemessen an ihrem Ruf sei die HBS „one of the two best business schools in the country, a notch above Pennsylvania’s Wharton School [and others].“ (deutsch: „eine der beiden besten Business Schools des Landes, ein kleines Stück über der Wharton School der University of Pennsylvania [und anderen]“) sei. Bezüglich der Rivalität mit Stanford wird gesagt, Harvard „may have the advantage of better name recognition than Stanford, and more resources.“ (deutsch: „könnte den Vorteil des besseren Wiedererkennungswertes des Namens sowie eine bessere Ausstattung haben“).
Der damalige Präsident der Wharton School, Donald C. Carroll, sagte im Jahr 1976: „The great secret of the Harvard Business School’s success has been its great emphasis on executive education, which has kept the school very much tied into corporate America. They have reaped the benefit of that,“ (deutsch: „Das große Geheimnis des Erfolgs der Harvard Business School ist die starke Betonung der Weiterbildung von Führungskräften, wodurch die Fakultät sehr enge Verbindungen in die Welt der Unternehmen in den USA herstellen konnte. Sie haben es geschafft, diesen Vorteil auch zu nutzen.“) und räumte ein, dass die Wharton School „[is] playing catch-up“ (deutsch: „hinterherrenne“).

## Harvard Business School Publishing
Die Fakultät ist alleiniger Eigentümer des Verlags Harvard Business School Publishing, welcher Bücher aus dem Themenfeld der Unternehmensführung, Fallbeispiele und die monatlich erscheinende Harvard Business Review, welche auch in einer deutschsprachigen Edition unter dem Namen Harvard Business Manager erscheint, herausgibt.

## Persönlichkeiten
Ehemalige und derzeitige Professoren
- Clayton M. Christensen (1952–2020), Robert and Jane Cizik Professor of Business Administration, Begründer der Theorie der disruptiven Technologie
- Kim B. Clark (* 1949), ehemaliger Dekan der Fakultät sowie George F. Baker Professor of Administration
- Robert S. Kaplan (* 1940), Accounting (Entwickler der Balanced-Scorecard-Methode)
- Robert C. Merton (* 1944), Gewinner des Wirtschaftsnobelpreises 1997
- Michael E. Porter (* 1947), University Professor; Wettbewerbsstrategie; Mitgründer der Monitor Group
- Juan Enriquez, founding director des Harvard Business School Life Sciences Projects.
- Sissel Tolaas (* 1961), Lehrstuhl für „unsichtbare Kommunikation und Rhetorik“.
- John P. Kotter (* 1947), US-amerikanischer Ökonom, Professor für Führungsmanagement

Absolventen
- Syed Babar Ali (* 1926), pakistanischer Industrieller, Philanthrop, Finanzminister, WWF-Präsident
- Jim Balsillie, Chairman und Co-CEO von Research In Motion (Entwickler des Blackberry)
- Michael Bloomberg (* 1942), Geschäftsmann und ehemaliger Bürgermeister der Stadt New York City
- George W. Bush (* 1946), 43. Präsident der Vereinigten Staaten von Amerika
- Donald J. Carty, ehemaliger Chairman und CEO von AMR, der Muttergesellschaft von American Airlines
- Chris Cox, Chairman der U.S. Securities and Exchange Commission und ehemaliges Mitglied des US-Kongress
- James Dimon (* 1956), CEO und Chairman von JPMorgan Chase & Co.
- Peter Harf (* 1946), CEO und Chairman von Joh. A. Benckiser, Mannheim
- Florian Homm (* 1959), ehemaliger deutscher Hedgefondsmanager von Absolute Capital Management (ACM)
- Jeffrey R. Immelt (* 1956), Chairman und CEO von General Electric
- Alan Lafley (* 1947), CEO von Procter & Gamble
- Robert S. McNamara (1916–2009), Verteidigungsminister der USA (1961–1968), Fünfter Präsident der Weltbank (1968–1981)
- Tom Perkins, Mitgründer von Kleiner Perkins Caufield & Byers (Venture Capital)
- Roland Peugeot (1926–2016), französischer Industrieller
- Arthur Rock (* 1926), einer der Väter der Venture-Capital-Szene
- Kasper Rorsted (* 1962), Vorsitzender des Vorstands der Adidas AG
- Mitt Romney (* 1947), ehemaliger Gouverneur des US-amerikanischen Bundesstaates Massachusetts und Präsidentschaftskandidat der Republikanischen Partei für die Präsidentschaftswahl 2012
- Sheryl Sandberg (* 1969), COO von Meta (Facebook)
- Jeffrey Skilling (* 1953), ehemaliger CEO von Enron
- Theodor Sproll (* 1957), Rektor der DHBW Lörrach
- Daniel Vasella (* 1953), ehemaliger CEO und Präsident von Novartis
- Rick Wagoner (* 1953), Chairman und ehemaliger CEO von General Motors
- Meg Whitman (* 1956), Präsident und CEO von Hewlett-Packard
- James D. Wolfensohn (1933–2020), Neunter Präsident der Weltbank
- Jürg Zeltner (1967–2020), Mitglied der Konzernleitung und Präsident der UBS Wealth Management